# Альтенар
Альтенар (нем. Altenahr) — община в Германии, в земле Рейнланд-Пфальц.
Входит в состав района Арвайлер. Подчиняется управлению Альтенар. Население составляет 1623 человека (на 31 декабря 2010 года). Занимает площадь 14,84 км².
Коммуна подразделяется на 4 сельских округа.

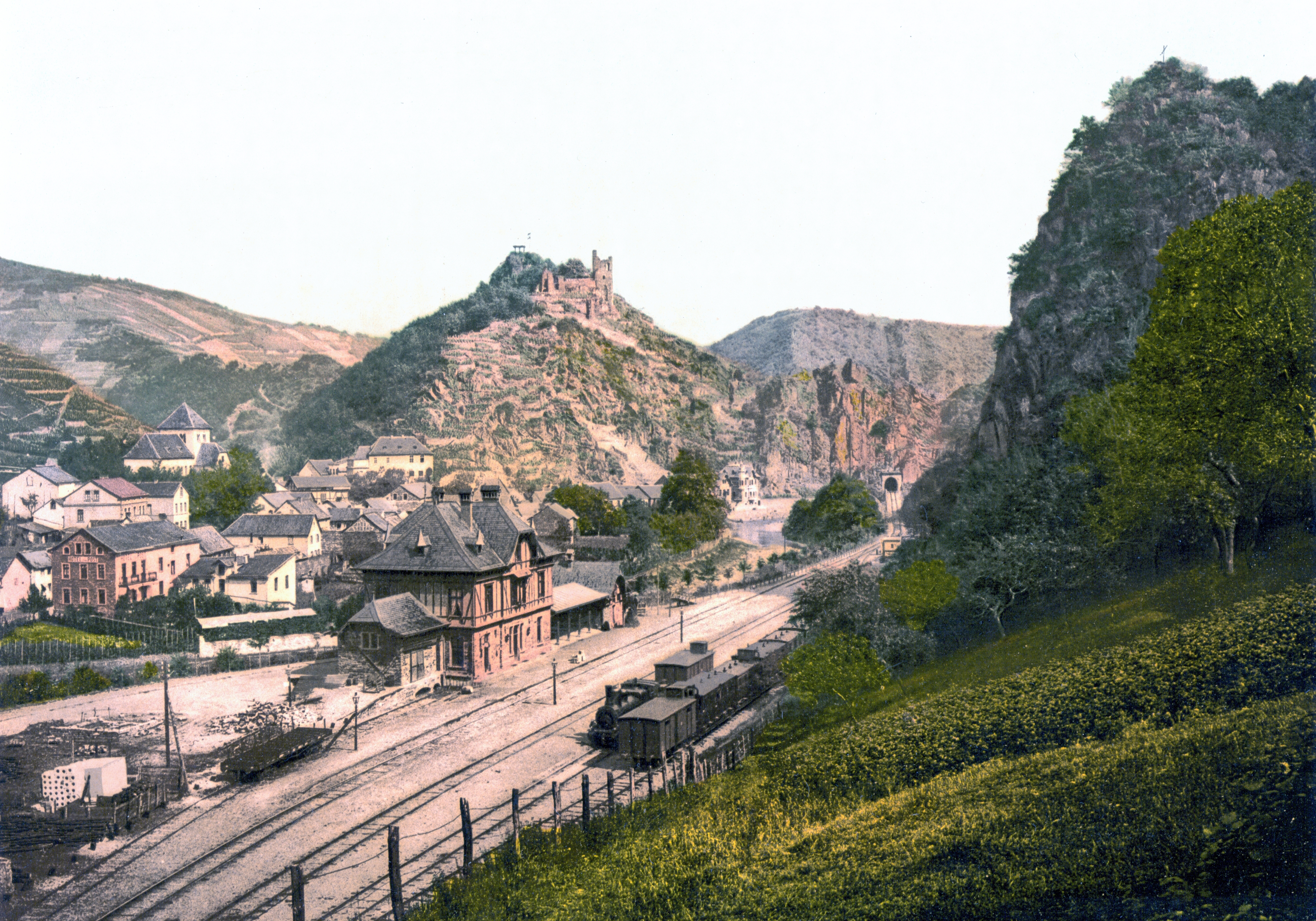
Альтенар